# Miguel Mejía Barón
Miguel Mejía Barón (14 d'abril de 1944) és un exfutbolista mexicà.

## Selecció de Mèxic
Destacà en la tasca d'entrenador. Va formar part de l'equip mexicà a la Copa del Món de 1994 com a entrenador.